# Ridolfo Campeggi
Ridolfo Campeggi (Bologna, 1565 – Bologna, 28 giugno 1624) è stato un letterato e poeta italiano, esponente del marinismo.

## Biografia
Di nobile origine, il padre Baldassarre era conte, nacque a Bologna nel 1565. Pur disponendo di scarse notizie riguardo alla sua giovinezza e formazione culturale, possiamo ritenere che abbia ricevuto una buona istruzione giudicando la preparazione che dimostra nelle letteratura classica e in quella volgare. Campeggi fece parte dell'Accademia bolognese dei Gelati, ove assunse il nome di Rugginoso e successivamente, col diffondersi della sua fama oltre i confini della città, fu ammesso anche all'Accademia veneziana degli Incogniti e a quella romana degli Umoristi.
Oltre alle competenze letterarie, sembra che fosse anche esperto di questioni cavalleresche e, in tale veste, venisse a volte chiamato per dirimere dispute in quel campo.
Ricoprì dignitosamente, inoltre, alcuni incarichi di magistrato cittadino.
Morì nella città natale, nel 1624, a circa cinquantanove anni.

## La produzione letteraria
Si cimentò nei vari generi letterari che, ai suoi tempi, erano più in voga. La sua opera d'esordio è il Filarmindo del 1605, favola pastorale che riscosse un certo successo: quattro successive ristampe fino al 1608.
Scrisse anche opere per musica: l'Andromeda del 1610, musicata dal bolognese Girolamo Giacobbi e rappresentata nella sala del podestà in occasione del carnevale dello stesso anno, e il Reno sacrificante del 1617.
L'opera che meglio rappresenta la sua ispirazione e cultura letteraria è la raccolta Poesie, un insieme di composizioni poetiche di vario genere (sonetti, madrigali, canzoni, odi), pubblicata in forma definitiva nel 1620, di chiara ispirazione marinistica.
Fu infine pubblicato postumo, nel 1628, il suo poemetto in ottava rima La distruzione di Gerusalemme.
Recentemente, nel 2009, è stata ripubblicato il poema eroico Le lacrime di Maria Vergine, già edito a Bologna nel 1628.

## Opere
- Filarmindo favola pastorale del Rugginoso Gelato il co. Ridolfo Campeggi, Bologna, presso gli heredi di Gio. Rossi, 1605.
- Rime del Conte Ridolfo Campeggi nell'Accademia dei Gelati il Rugginoso ..., Parma, appresso Simone Parlasca, 1608.
- L'aurora ingannata, fauoletta del co. Ridolfo Campeggi, Bologna, per gli heredi di Gio. Rossi, 1608.
- Quattro pianti delle lagrime di Maria Vergine del co. Ridolfo Campeggi, Bologna, per Simone Parlasca, 1609.
- Andromeda tragedia del co. Ridolfo Campeggi da recitarsi in musica in Bologna, Bologna, appresso Bartolomeo Cocchi, 1610.
- Il Tancredi tragedia di Ridolfo Campeggi nell'Academia de i Gelati il Rugginoso, Bologna, appresso Bartolomeo Cochi, 1614.
- Idilli del molto ill.re sig. conte Ridolfo Campeggi. L'amante schernito. La morte di Procri. La morte di Florigella ..., Venezia, presso Giovanni Battista Ciotti, 1614. (Luogo e data incerti)
- Le lagrime di Maria Vergine poema heroico del sig. co. Ridolfo Campeggi nell'Academia dei Gelati il Rugginoso, Bologna, appresso Sebastiano Bonomi, 1617.
- Il Reno sacrificante, attione dramatica in musica del sig. co. Ridolfo Campeggi, Bologna, per Sebastiano Bonomi, 1617.
- La Italia consolata epitalamio per le reali nozze del sereniss. Vittorio Amadeo ..., Bologna, presso Bartolomeo Cochi, 1619.
- Delle poesie del signor conte Ridolfo Campeggi, Venetia, appresso Uberto Faber et compagni, 1620.
- La nave panegirico delle lodi della santità di N.S. papa Gregorio XV, Bologna, presso gli heredi di Bartolomeo Cochi, 1621.
- Racconto de gli heretici iconomiasti giustiziati in Bologna a' gloria di Dio della B. Vergine et per honore della patria, Bologna, ad instanza di Pelegrino Golfarini, 1622.
- La destruttione di Gierusalemme del sig. conte Ridolfo Campeggi, ..., Roma, per Lodovico Grignani, 1628.

### Testi digitalizzati consultabili in rete
- Il Reno sacrificante, Bologna, 1617 (Google libri).
- Le lagrime di Maria Vergine, Bologna, 1618 (Google libri).
- Delle poesie, Venezia, 1621 (Google libri).
- Filarmindo e L'Aurora ingannata, Venezia, 1624 (Google libri).